# Craven Cottage
Craven Cottage es el nombre del estadio deportivo emplazado en Fulham, barrio de Londres, en el que actúa como local el Fulham Football Club desde 1896. Su capacidad fue recientemente ampliada a 22 384 localidades. Tiene una de las tribunas más antiguas del país y es, arquitectónicamente, uno de los estadios tradicionales de Inglaterra. 

## Historia

### Pre-Fulham
El Cottage original fue construido en 1780 por William Craven, el sexto Baron Craven y estaba ubicada cerca de donde se encuentra ahora el stand de Johnny Haynes. En ese momento, las áreas circundantes eran bosques que formaban parte de los terrenos de caza de Ana Bolena.
El lugar fue habitado por Edward Bulwer-Lytton (quien escribió Los últimos días de Pompeya) y otras personas notables (y adineradas) hasta que fue destruida por un incendio en mayo de 1888. Persisten muchos rumores entre los fanáticos del Fulham sobre los inquilinos anteriores de Craven Cottage. Se dice que Sir Arthur Conan Doyle, Jeremy Bentham, Florence Nightingale e incluso la Reina Victoria se quedaron allí, aunque no hay pruebas reales de ello. Tras el incendio, el sitio fue abandonado. Fulham había tenido 8 terrenos anteriores antes de instalarse en Craven Cottage para siempre. Por lo tanto, los Cottagers han tenido 12 terrenos en total (incluida una estadía temporal en Loftus Road), lo que significa que solo sus antiguos 'propietarios' y rivales QPR han tenido más terrenos (14) en el fútbol británico. De particular interés, fue Ranelagh House, la casa palaciega de Fulham desde 1886 hasta 1888.

### En construcción: 1894–1905

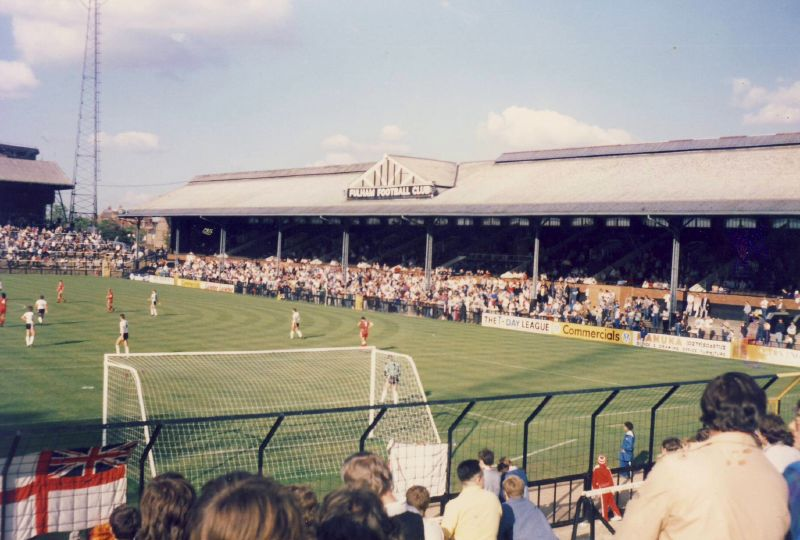
Craven Cottage antes de la implementación del informe Taylor.

Cuando los representantes del Fulham llegaron por primera vez a la tierra, en 1894, estaba tan cubierta de maleza que se tardó dos años en adecuarla para que se jugara fútbol en ella. Se llegó a un acuerdo para que los propietarios del terreno realizaran el trabajo, a cambio del cual recibirían una parte de los ingresos de la puerta.
El primer partido de fútbol en el que hubo ingresos en la puerta fue cuando el Fulham jugó contra el Minerva en la Middlesex Senior Cup, el 10 de octubre de 1896. Poco después se construyó la primera grada del terreno. Descrito como una "caja naranja", constaba de cuatro estructuras de madera, cada una con unos 250 asientos, y más tarde fue apodada cariñosamente como la "conejera". 
En 1904, el Greater London Council se preocupó por el nivel de seguridad en el suelo y trató de cerrarlo. Siguió un caso judicial en enero de 1905, como resultado del cual Archibald Leitch, un arquitecto escocés que había saltado a la fama después de la construcción del Estadio Ibrox, unos años antes, fue contratado para trabajar en el estadio. En un plan que costó £ 15,000 (un récord para la época), construyó un pabellón (la actual 'Cottage' en sí misma) y el Stevenage Road Stand, en su característico rojo estilo ladrillo.
El sector de Stevenage Road celebró su centenario en la temporada 2005-2006 y, tras la muerte del hijo predilecto del Fulham FC, el excapitán de Inglaterra Johnny Haynes, en un accidente automovilístico en octubre de 2005, el lugar pasó a llamarse Johnny Haynes Stand después de que el club buscara las opiniones de los seguidores del Fulham.
Tanto la tribuna de Johnny Haynes como la cabaña se encuentran entre los mejores ejemplos de la arquitectura futbolística de Archibald Leitch y ambos han sido designados como edificios catalogados de grado II.

### Consolidándose como un estadio

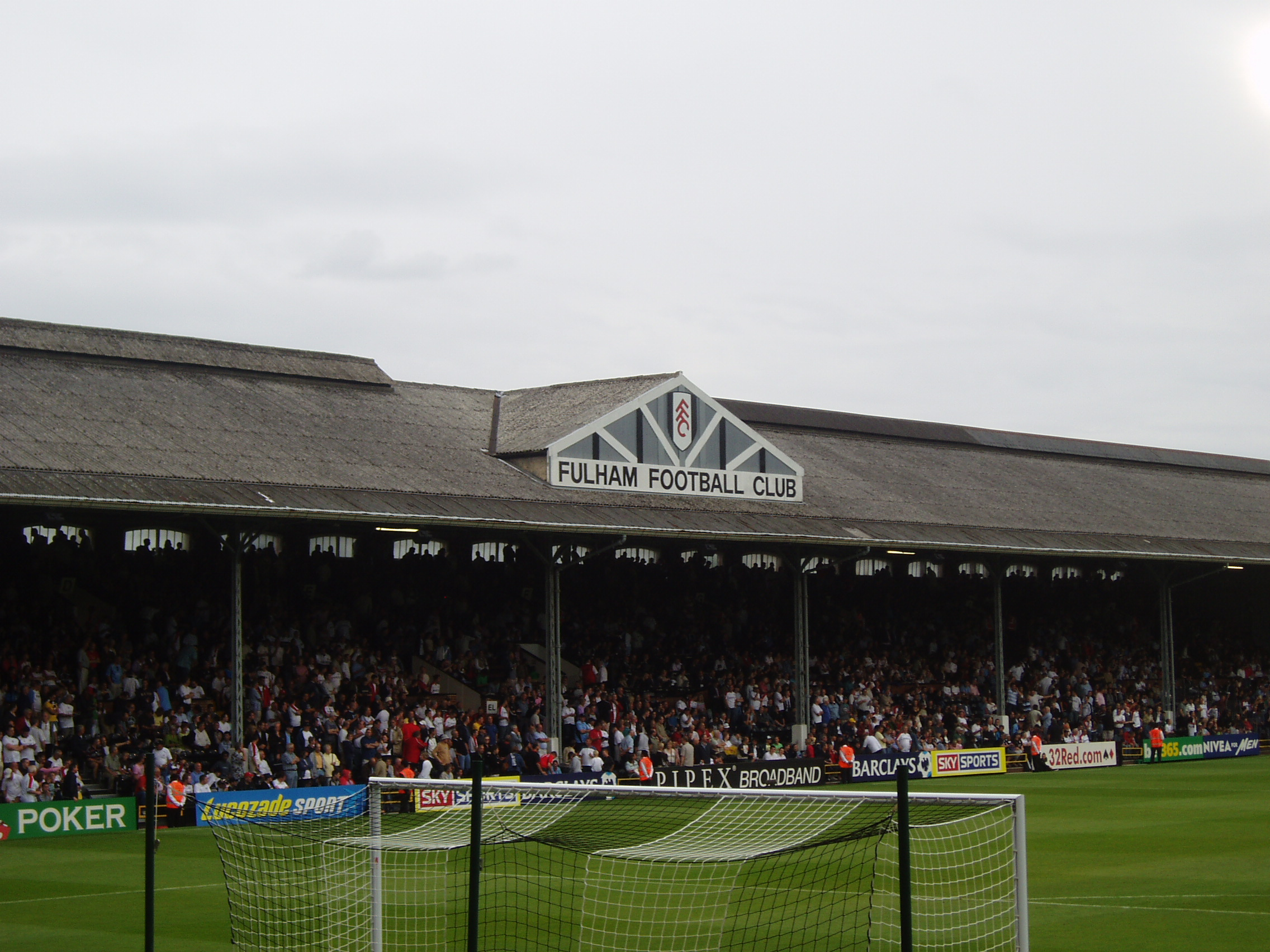
El histórico frontón triangular en la parte superior del stand de Haynes, uno de los pocos existentes en los terrenos británicos.

Un partido de Inglaterra contra Gales se jugó en el campo en 1907, seguido de encuentro internacional de rugby entre Inglaterra y Australia en 1911.
Uno de los directores del club, Henry Norris, y su amigo William Hall, se hicieron cargo del Arsenal a principios de la década de 1910, el plan era fusionar Fulham con Arsenal, para formar un "superclub de Londres" en Craven Cottage. Este movimiento estuvo motivado en gran medida por el fracaso del Fulham hasta el momento en lograr el ascenso a la máxima división del fútbol inglés. También había planes para que Henry Norris construyera un estadio más grande al otro lado de Stevenage Road, pero hubo poca necesidad después de que fracasara la idea de la fusión. Durante esta era, la cabaña se usó para coros y bandas de música junto con otras actuaciones y misas.
En 1933 había planes para demoler el suelo y empezar de nuevo desde cero con un nuevo estadio con capacidad para 80.000 espectadores. Estos planes nunca se materializaron principalmente debido a la Gran Depresión.
El 8 de octubre de 1938, 49.335 espectadores vieron jugar al Fulham contra el Millwall. Fue el récord de asistencia en Craven Cottage y el récord se mantiene hasta hoy, y es poco probable que se mejore, ya que ahora es un estadio para todos los asientos y actualmente no hay espacio para más de 25,700. El terreno albergó varios partidos de fútbol para los Juegos Olímpicos de Londres 1948, y es uno de los últimos que lo hizo.

### Posguerra

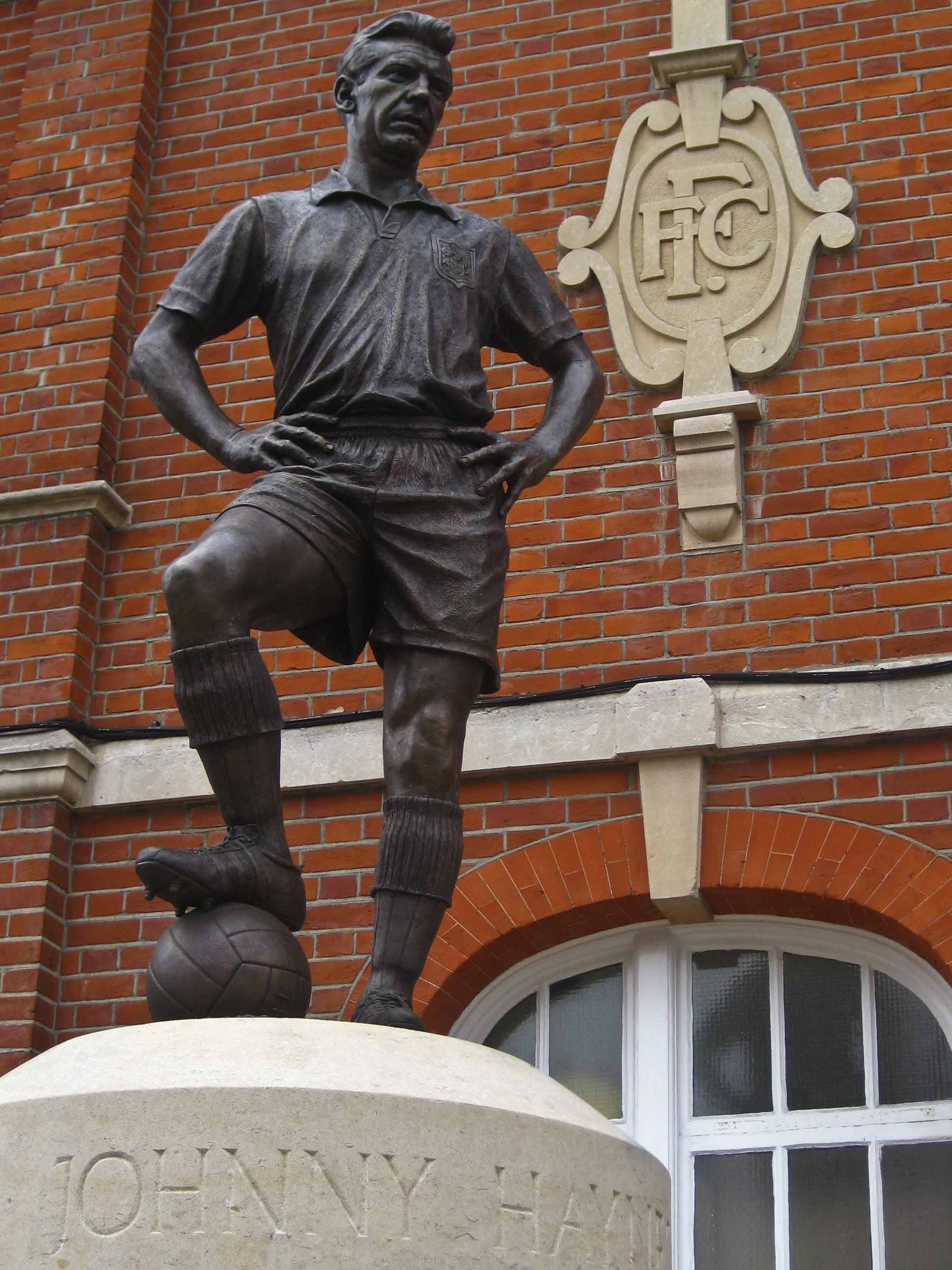
Johnny Haynes (1934–2005), El jugador más famoso del Fulham, en su clásica pose de 'mano en la cadera', fuera de la grada que lleva su nombre.

No fue hasta que el Fulham alcanzó por primera vez la primera división, en 1949, que se realizaron más mejoras en el estadio. En 1962, el Fulham se convirtió en el último equipo de la primera división en erigir reflectores. Se decía que los reflectores eran los más caros de Europa en ese momento, ya que eran muy modernos. Las luces eran como grandes pilones que se elevaban 50 metros sobre el suelo y tenían una apariencia similar a las del WACA Ground. Se instaló un marcador electrónico en Riverside Terrace al mismo tiempo que se instalaron los focos y se ondearon astas de bandera con las banderas de todos los demás equipos de Primera División. Tras la venta de Alan Mullery al Tottenham Hotspur en 1964 (por 72.500 libras esterlinas), se colocó un techo en el Hammersmith End a un costo de aproximadamente 42.500 libras esterlinas.
Aunque Fulham fue relegado, el desarrollo de Craven Cottage continuó. Las terrazas de Riverside, tristemente célebres por el hecho de que los fanáticos que las ocupaban volvían la cabeza anualmente para ver pasar The Boat Race, fueron reemplazadas por lo que se llamó oficialmente 'Eric Miller Stand', siendo Eric Miller director del club en ese momento. La grada, que costó 334.000 libras esterlinas y tenía capacidad para 4.200 asientos, se inauguró con un partido amistoso contra Benfica en febrero de 1972, (que incluía a Eusébio). Pelé también se presentó en el campo, con un amistoso disputado contra su equipo Santos F.C. La grada Miller elevó el aforo a 11.000 sentados de un total de 40.000. Eric Miller se suicidó cinco años después de un escándalo político y financiero, y tuvo tratos turbios al tratar de alejar a Fulham de The Cottage. El stand ahora es más conocido como Riverside Stand.
El Boxing Day de 1963, Craven Cottage fue la sede del triplete más rápido en la historia de la liga de fútbol inglesa, que fue completado en menos de tres minutos por Graham Leggat. Esto ayudó a su equipo Fulham a vencer al Ipswich 10-1 (un récord del club). El récord internacional lo ostenta Jimmy O'Connor, un jugador de Irlanda que anotó su triplete en 2 minutos y 14 segundos en 1967.
Entre 1980 y 1984, el Fulham (liga de rugby) jugó sus partidos de local en el Cottage. Desde entonces, se han convertido en los London Crusaders, los London Broncos y la Harlequins Rugby League antes de volver a London Broncos antes de la temporada 2012. Craven Cottage tuvo la multitud más grande del equipo en cualquier campo con 15,013, en un juego contra Wakefield Trinity el 15 de febrero de 1981.

### Tiempos modernos

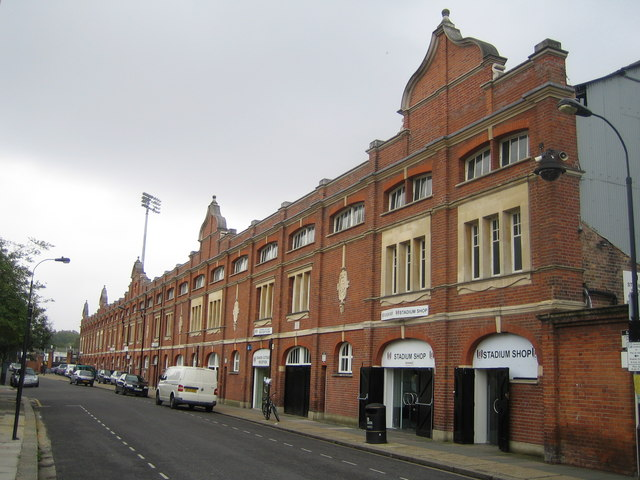
La fachada del Sector Johnny Haynes.

Cuando ocurrió el Tragedia de Hillsborough en 1989, el Fulham estaba en el segundo último peldaño de la Football League, pero tras el Informe Taylor, el ambicioso presidente del Fulham, Jimmy Hill, presentó planes en 1996 para un estadio con asientos para todos. Estos planes nunca llegaron a buen término, en parte debido a los grupos de presión de los residentes locales, y cuando el Fulham llegó a la Premier League, todavía tenían áreas de pie en el suelo, algo prácticamente desconocido en ese momento. Quedaba un año para hacer algo al respecto (los equipos que alcanzan el segundo nivel por primera vez tienen un período de tres años para alcanzar los estándares requeridos para las dos primeras divisiones), pero cuando se jugó el último partido de liga allí, contra Leicester City el 27 de abril de 2002, no se habían hecho planes de construcción. Más tarde ese año se jugaron allí dos partidos más de la Copa Intertoto (contra el FC Haka de Finlandia y el Egaleo FC de Grecia), y la solución final fue mudarse a Loftus Road, hogar de los rivales locales QPR. Durante este tiempo, muchos fanáticos del Fulham solo fueron a los juegos fuera de casa en protesta por mudarse de Craven Cottage. 'Back to the Cottage', que más tarde se convertiría en el 'Fulham Supporters Trust', se creó como un grupo de presión de aficionados para alentar al presidente y sus asesores a que Craven Cottage era la única opción viable para el Fulham Football Club.
Después de una temporada y media en Loftus Road, no se había hecho ningún trabajo en Cottage. En diciembre de 2003, se dieron a conocer planes para un importante trabajo de renovación por valor de £ 8 millones para adecuarlo a los requisitos de la Premier League. Concedida la licencia de obras, en enero de 2004 se iniciaron las obras para cumplir el plazo de la nueva temporada. El trabajo avanzó según lo programado y el club pudo regresar a su casa para el comienzo de la temporada 2004-05. Su primer partido en el nuevo estadio para 22.000 espectadores fue un amistoso de pretemporada contra el Watford el 10 de julio de 2004. Fenway Sports Group se asoció originalmente con Fulham en 2009, debido a la herencia percibida y las peculiaridades compartidas entre Cottage y Fenway Park, diciendo que ningún club inglés se identifica con su estadio tanto como Fulham.
El estadio actual era uno de los terrenos más pequeños de la Premier League en el momento del descenso del Fulham al final de la temporada 2013-14 (era el tercero más pequeño, después del KC Stadium y el Liberty Stadium). Muy admirado por su fina arquitectura, el estadio ha albergado recientemente algunos juegos internacionales, en su mayoría incluidos el Australia. Este lugar es adecuado para Australia porque la mayoría de los mejores jugadores del país tienen su sede en Europa, y el oeste de Londres tiene una comunidad significativa de expatriados australianos. Además, Grecia contra Corea del Sur se celebró el 6 de febrero de 2007. En 2011, Brasil jugó contra Ghana, en un amistoso internacional, y se celebró la Final de la Liga de Campeones Femenina.

## Récords
Récord de asistencia: 49 335 personas contra el Millwall, 8 de octubre de 1938 (Division Two).
Récord de asistencia (sentados) en el nuevo estadio: 25 700 personas en partidos contra:
- Arsenal, 26 de septiembre de 2009 - Premier League
- Liverpool, 31 de octubre de 2009 - Premier League
- Manchester United, 19 de diciembre de 2009 - Premier League
- Hamburgo SV, 29 de abril de 2010 - Semifinal de UEFA Europa League, partido de vuelta
- Aston Villa, 13 de agosto de 2011 - Premier League
- Manchester United, 21 de diciembre de 2011 - Premier League
- Arsenal, 2 de enero de 2012 - Premier League
- Norwich City, 31 de marzo de 2012 - Premier League
- Southampton, 26 de diciembre de 2012 - Premier League
- Swansea City, 29 de diciembre de 2012 - Premier League
- Arsenal, 20 de abril de 2013 - Premier League
- Manchester United, 2 de noviembre de 2013 - Premier League
- Southampton, 1 de febrero de 2014 - Premier League
- Hull City, 26 de abril de 2014 - Premier League